# Janovice (Starý Jičín)

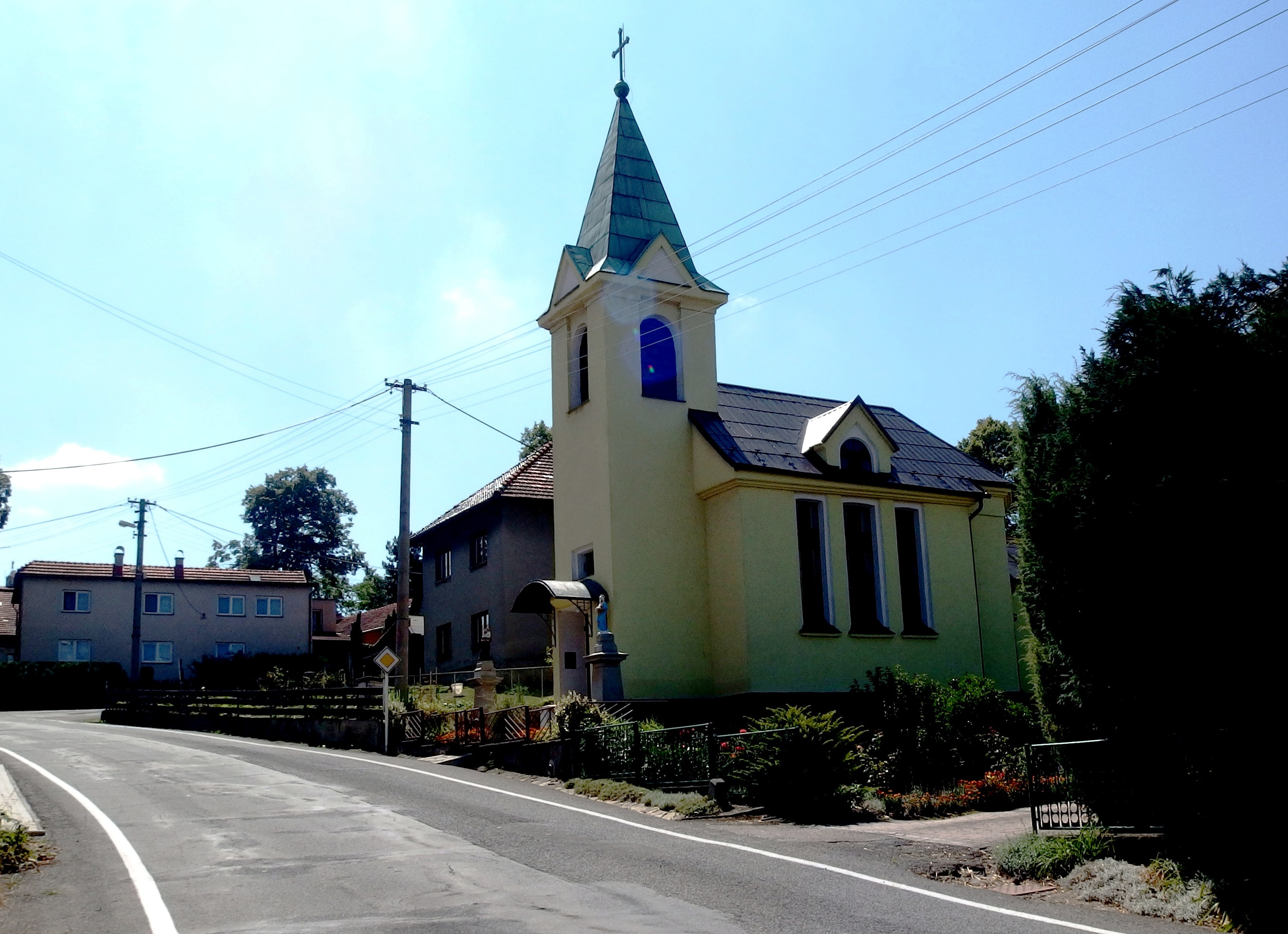
Kirche des hl. Schutzengel

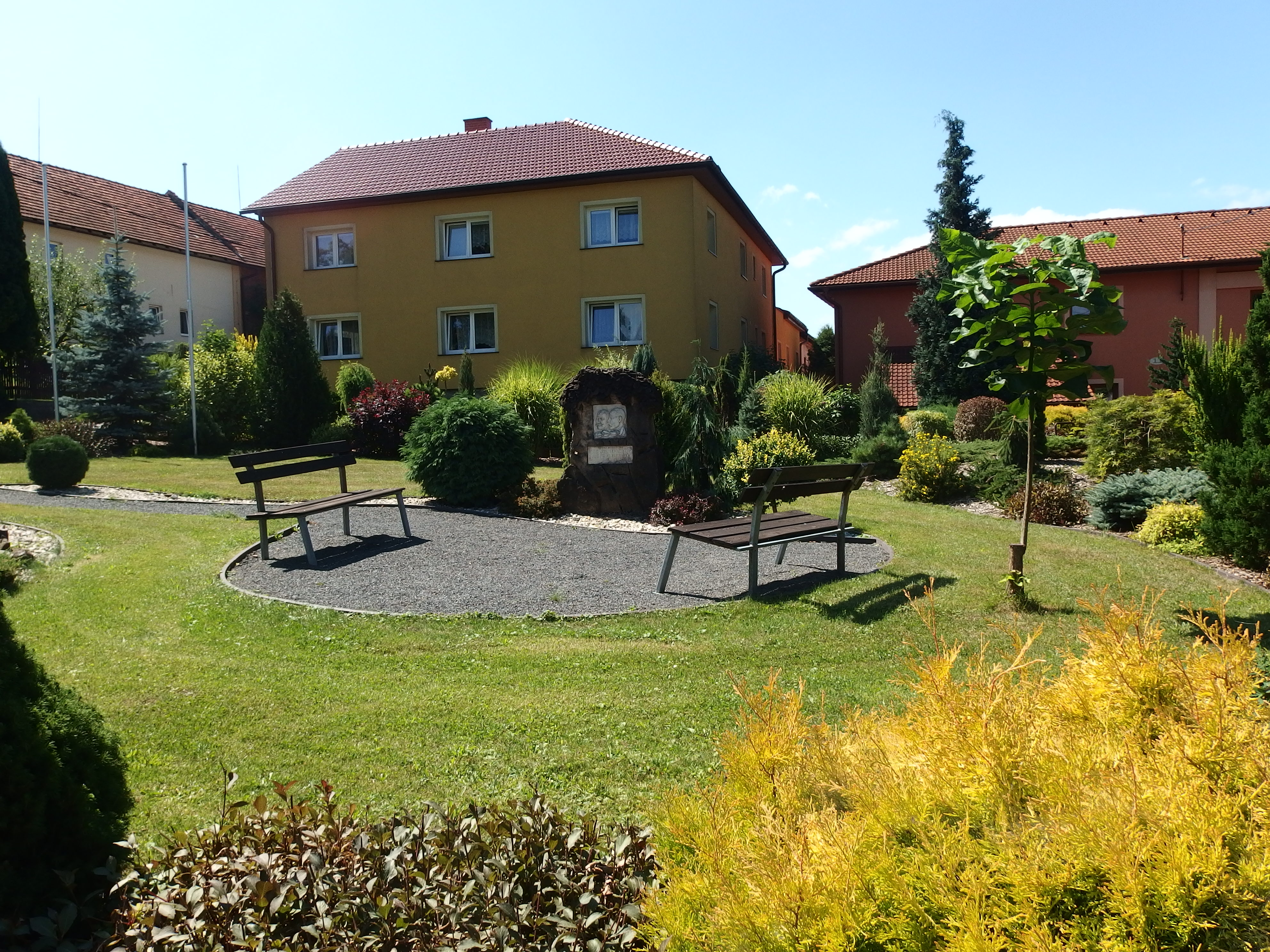
Park mit Gedenkstein für František und Josef Vahalík

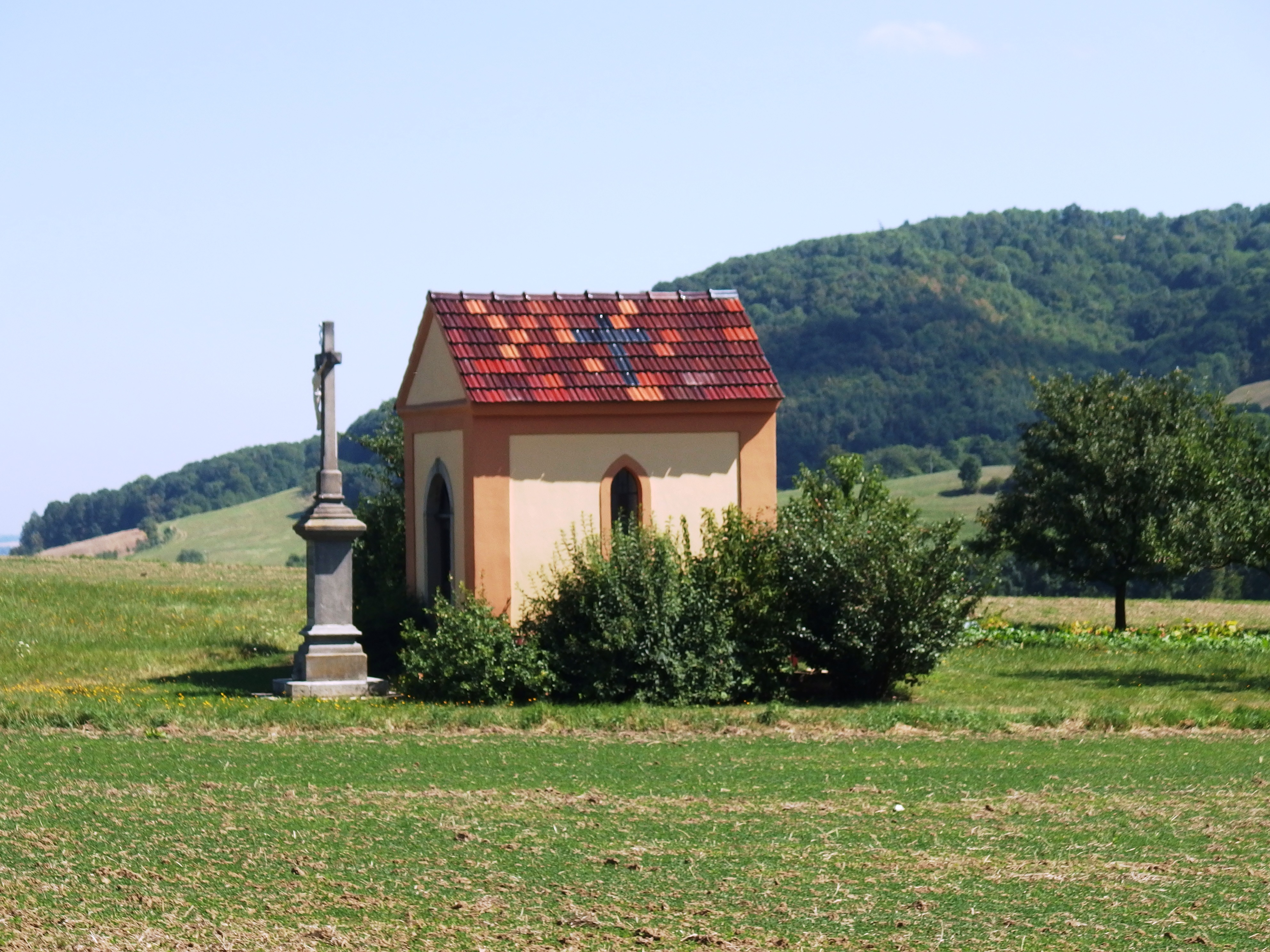
Kapelle am Horečky

Janovice (deutsch Janowitz) ist ein Ortsteil der Gemeinde Starý Jičín in Tschechien. Er liegt sechs Kilometer südwestlich von Nový Jičín und gehört zum Okres Nový Jičín.

## Geographie
Janovice befindet sich am Nordwesthang des Hügels Horečky (406 m n.m.) über den Tälern der Bäche Grasmanka und Mřenka in der Podbeskydská pahorkatina (Vorbeskidenhügelland). In Janovice entspringt der Bach Jasenka. Das Dorf liegt am Rande des Naturparks Podbeskydí. Im Norden erhebt sich der Starojický kopec (Burgberg, 496 m n.m.) mit der Burgruine Starý Jičín, nordöstlich der Svinec (Schwinz, 546 m n.m.), im Osten die Strážnice (545 m n.m.), südöstlich der Dlouhý kopec (585 m n.m.) und die Petřkovická hora (608 m n.m.).
Nachbarorte sind Hůrka und Vlčnov im Norden, Jičina im Nordosten, Kojetín im Osten, Straník und Hostašovice im Südosten, Petřkovice und Perná im Süden, Palačov im Südwesten, Vysoká und Heřmanice im Westen sowie Dub und Starojická Lhota im Nordwesten.

## Geschichte
Die erste urkundliche Erwähnung des Dorfes erfolgte 1464, als Anna von Michalowicz ihren Sohn Johann von Cimburg in Gemeinschaft auf ihre Morgengabe in Schönau, Kunewald und Janowitz nahm. Noch in der zweiten Hälfte des 15. Jahrhunderts kam das Gut zur Herrschaft Titschein. Als Peter von St. Jörgen und Pößing 1497 die Herrschaft an Johann von Kunowitz verkaufte, wurde Janowitze als Zubehör aufgeführt. Nachfolgende Besitzer der Herrschaft waren ab 1500 die Herren von Zierotin, nach der Schlacht am Weißen Berg die Freiherren Hofmann von Grünbüchel, ab 1706 die Freiherren Zeno zum Danhaus und ab 1772 die Reichsgrafen von Seilern und Aspang. 
Im Jahre 1835 bestand Janowitz aus 41 Häusern, in denen 258 Personen lebten. Pfarrort war Alt Titschein. Bis zur Mitte des 19. Jahrhunderts blieb Janowitz der Herrschaft Alt Titschein untertänig. 
Nach der Aufhebung der Patrimonialherrschaften bildete Janovice ab 1849 eine Gemeinde im Gerichtsbezirk Neutitschein. Ab 1869 gehörte Janovice zum Bezirk Neutitschein. Zu dieser Zeit hatte das Dorf 279 Einwohner und bestand aus 45 Häusern. Auf dem Horečky stand zum Ende des 19. Jahrhunderts eine hölzerne Windmühle, die weithin sichtbar war. Im Jahre 1900 lebten in Janovice 270 Personen, 1910 waren es 286. 1905 erwarb Friedrich Deym von Střítež die Grundherrschaft Starý Jičín. In der Zwischenkriegszeit wurde in Janovice ein Steinbruch betrieben. Im Jahre 1930 bestand Janovice aus 52 Häusern und hatte 281 Einwohner. Nach dem Münchner Abkommen wurde das rein mährischsprachige Dorf 1938 zunächst dem Deutschen Reich zugeschlagen. Im Zuge weiterer Grenzregulierungen wurde die Gemeinde am 24. November 1938 wieder aus dem Landkreis Neu Titschein ausgegliedert und an die Tschechoslowakei zurückgegeben. Bis 1945 war Janovice dem neu gebildeten Bezirk Wallachisch Meseritsch zugeordnet und kam nach Kriegsende wieder zum Okres Nový Jičín zurück. Mit Beginn des Jahres 1979 wurde Janovice nach Starý Jičín eingemeindet. Beim Zensus von 2001 lebten in den 65 Häusern von Janovice 243 Personen. Zum 1. Januar 2018 hatte das Dorf 281 Einwohner und bestand aus 83 Häusern. Am unteren Ortsausgang befindet sich eine neu errichtete Touristenherberge.

## Ortsgliederung
Der Ortsteil Janovice bildet den Katastralbezirk Janovice u Nového Jičína.

## Sehenswürdigkeiten
- Kirche des hl. Schutzengel, geweiht 1913
- Kapelle und steinernes Kreuz am Horečky
- Gedenkstein für die Gefallenen des Ersten Weltkrieges
- Gedenkstein für František und Josef Vahalík, Persönlichkeiten der politischen und kulturellen Lebens in Mähren zum Ende des 19. Jahrhunderts
- Gedenkstein an dem 40. Jahrestag der Befreiung, enthüllt am 7. Mai 1985
- Horák-Linde (Horákova lípa), Baumdenkmal
- Burgstätte Požaha, östlich des Dorfes. Die Funde lassen sich der Hallstattkultur, Latènekultur und Puchauer Kultur zuordnen.[4]

## Söhne und Töchter des Ortes
- František Vahalík (1866–1901), Journalist, Politiker und Übersetzer